# Яшин, Сергей Иванович
Серге́й Ива́нович Я́шин (род. 7 ноября 1947, Хабаровск, РСФСР, СССР) — советский и российский театральный режиссёр и педагог. Народный артист РФ (1998).

## Биография
Родился 7 ноября 1947 года в Хабаровске.
В 1967 году окончил Ярославское театральное училище. До 1969 года работал актёром в Новосибирском ТЮЗе.
В 1974 году окончил режиссёрский факультет ГИТИСа (курс А. А. Гончарова). С 1976 года преподавал на курсе своего мастера. Ныне является профессором кафедры мастерства актёра, художественным руководителем мастерской ГИТИСа, заведующим кафедрой актёрского мастерства ГИТИСа. 
В 1975—1985 годах работал режиссёром в Центральном детском театре, в 1985—1987 годах — в Театре на Малой Бронной.
С 1987 года — главный режиссёр, а с 1998 года по 2012 год — художественный руководитель Московского драматического театра им. Н. В. Гоголя.
Профессор Театрального института им. Б. Щукина и ГИТИСа.

## Работы в театре

### Театр им. Гоголя
- 2012 — «Остров» М. Макдонаха
- 2012 — «Мистраль» О. А. Кучкиной
- 2011 — «Дураки на периферии» А. П. Платонова
- 2010 — «Тётка Чарлея» Б. Томаса
- 2009 — «Мур, сын Цветаевой» О. А. Кучкиной
- 2009 — «Ночь перед Рождеством» Н. В. Гоголя
- 2008 — «Последние» М. Горького
- 2006 — «Однажды в Калифорнии(Истинный запад)» С. Шепарда
- 2006 — «Веер леди Уиндермир» О. Уальда
- 2005 — «Бешеные деньги» А. Н. Островского
- 2005 — «Утомлённая счастьем» Ф. Дорен
- 2003 — «По щучьему велению» Е. Я. Тараховской
- 2002 — «Марлени — стальные прусские дивы» Т. Дорн
- 2002 — «Чёрное молоко» В. В. Сигарева
- 2001 — «Записная книжка Тригорина» Т. Уильямса
- 2000 — «Долетим до Милана» О. Заградника
- 1999 — «История солдата» И. Ф. Стравинского и Ш. Рамю
- 1999 — «Моё преступление» Л. Вернея и Ж. Берра
- 1997 — «Иванов» А. П. Чехова
- 1996 — «Бесприданница» А. Н. Островского
- 1995 — «Долгий день уходит в ночь» Ю. О’Нила
- 1993 — «Костюм для летнего отеля» Т. Уильямса
- 1990 — «Бесовские забавы, или Панночка» Н. Н. Садур
- 1990 — «После грехопадения» А. Миллера (совместно с В. Г. Боголеповым)
- 1988 — «Легенда о счастье без конца» У. Пленцдорфа

### Театр им. Маяковского
- 2001 — «Мой век» М. Лоранс
- 1986 — «Смех лангусты» Д. Маррелла
- 1986 — «Завтра была война» Б. Л. Васильева (совместно с А. А. Гончаровым)
- 1981 — «Игра в джин» Д. Кобурна
- 1979 — «Леди Макбет Мценского уезда» Н. С. Лескову

### Центральный детский театр
- 1984 — «Страдания юного В.» У. Пленцдорфа
- 1984 — «Предсказание Эгля» Н. Н. Матвеева
- 1981 — «Гуманоид в небе мчится» А. Г. Хмелика
- 1980 — «Барабанщица» А. Д. Салынского
- 1979 — «Разговоры в учительской, слышанные Толей Апраксиным лично» Р. Э. Каца
- 1978 — «Кошкин дом» С. Я. Маршака
- 1976 — «Был выпускной вечер» А. О. Ремеза
- 1976 — «В дороге» В. С. Розова
- 1974 — «Горя бояться — счастья не видать» С. Я. Маршака

### Постановки в других театрах
- 2022 —  «Мастер-класс» Т. Макнелли (Театр имени Е. Б. Вахтангова)
- 2015 — «Пигмалион» Б.Шоу (Ростовский академический театр драмы им М. Горького)
- 2014 — «Таинственный ящик» П. А. Каратыгина (Государственный национальный театр Удмуртской Республики)
- 2013 — «Горе от ума» А. С. Грибоедова (Государственный национальный театр Удмуртской Республики)
- 2013 — «Васса Железнова и её дети» М. Горького (Оренбургский областной драматический театр им. М. Горького)
- 2012 — «Вас вызывает Таймыр» А. А. Галича (Амурский областной театр драмы)
- 2011 — «Тётка Чарлея» Brandon Thomas[англ.] (Тульский государственный академический театр драмы им. М. Горького)
- 2008 — «Тётка Чарлея» Brandon Thomas[англ.] (Российский государственный академический театр драмы им. Ф. Волкова)
- 2006 — «Васса Железнова» М. Горького (Российский государственный академический Большой драматический театр им. Г. А. Товстоногова)
- 2005 — «Бешеные деньги» А. Н. Островского (Российский государственный академический театр драмы им. Ф. Волкова)
- 2001 — «Ночь игуаны» Т. Уильямса (Государственный академический театр им. Евг. Вахтангова)[3]
- 1999 — «Посвящение Еве» Э. Шмитта (Государственный академический театр им. Евг. Вахтангова)
- 1998 — «Царствие земное» Т. Уильямса (Новосибирский академический молодёжный театр «Глобус»)
- 1997 — «Мамаша Кураж и её дети» Б. Брехта (Российский государственный академический Большой драматический театр им. Г. А. Товстоногова)
- 1995 — «Виндзорские насмешницы» У. Шекспира (Московский театр «Современник»)
- 1988 — «Долгий день уходит в ночь» Ю. О’Нила (Государственный академический Малый театр СССР)
- 1987 — «Я построил дом» В. В. Павлова (Ленинградский академический Большой драматический театр им. М. Горького)
- 1986 — «Раненый зверь» С. Б. Коковкина (Московский драматический театр на Малой Бронной)

## Признание и награды
- Орден Почёта (2008).
- Народный артист РФ (21 сентября 1998)[4].
- Заслуженный деятель искусств РФ (1993).
- Премия Мэрии Москвы в области литературы и искусства (1998) — «За художественный вклад в постановку спектаклей о Москве, посвященных 850-летию столицы».